# Акбулут, Сельман
Сельман Акбулут — турецкий математик, специалист по маломерной топологии.

## Карьера
В 1975 году защитил диссертацию в Калифорнийском университете в Беркли под руководством Робиона Кирби.
Работал над теорией ручек в маломерной топологии, симплектической топологией, многообразиями G2.
Несколько раз был приглашённым профессором в Институте перспективных исследований (в 1975—76, 1980—81, 2002 и 2005 годах).
14 февраля 2020 года попечительский совет Университета штата Мичиган отстранил Акбулута от занимаемой должности после жалоб на его посещение занятий и общение с коллегами.
В настоящее время работает в  Гёковском институте геометрии и топологии.

## Вклад
Совместно с Генри К. Кинг доказал, что каждое компактное кусочно-линейное многообразие является вещественным алгебраическим множеством; ими были найдены новые топологические инварианты вещественных алгебраических множеств.
Разработал методы 4-мерных ручек для решения задач о 4-многообразиях, такие как гипотеза Кристофера Зеемана, гипотеза Харера — Каса — Кирби, задача Мартина Шарлемана, и задачи Сильвена Каппелла и Джулиуса Шейнсона.
Построил экзотическое компактное 4-мерное многообразие (с границей), так называемые «пробки Акбулута».
Его самые последние результаты касаются 4-мерной гладкой гипотезы Пуанкаре. По состоянию на 2019 год он руководил 14 аспирантами.